# Robert Lewandowski
Robert Lewandowski ('Robert Levan'dofskʲi ; Varsavia, 21 agosto 1988) è un calciatore polacco, attaccante del Barcellona e della nazionale polacca.
Considerato il più forte calciatore polacco di sempre, nonché uno dei migliori centravanti della storia, è tra i giocatori di maggior successo della Bundesliga e figura al settimo posto nella classifica dei marcatori più prolifici della storia del calcio. È lo straniero più prolifico in Bundesliga e il secondo miglior marcatore di questa competizione. Con 41 reti realizzate in 29 partite nella stagione 2020-2021, è diventato il calciatore che ha segnato di più in una singola edizione del campionato tedesco, superando il record di Gerd Müller, ed è altresì il terzo miglior marcatore della UEFA Champions League, alle spalle di Cristiano Ronaldo e Lionel Messi, oltreché il calciatore che ha realizzato più reti nelle prime 100 presenze nel medesimo torneo (81). Nella suddetta competizione è l'unico calciatore ad aver segnato una tripletta con tre club differenti (Borussia Dortmund, Bayern Monaco e Barcellona).
Nel 2010, dopo aver vinto un campionato polacco, una Coppa di Polonia e una Supercoppa polacca con il Lech Poznań, si è trasferito al Borussia Dortmund, con cui ha vinto due campionati tedeschi, una Coppa di Germania e una Supercoppa tedesca. Dopo quattro stagioni è passato al Bayern Monaco, con cui si è aggiudicato otto campionati tedeschi consecutivi (dal 2015 al 2022), tre Coppe di Germania, cinque Supercoppe tedesche, una UEFA Champions League, una Supercoppa UEFA e una Coppa del mondo per club FIFA. Nel 2022 viene ceduto al Barcellona con cui ha vinto 2 Supercoppe di Spagna (2023 e 2025), due campionati spagnoli (2022-2023 e 2024-2025) ed una coppa di Spagna (2024-2025).
Con la nazionale polacca, di cui è primatista assoluto di reti e presenze, ha preso parte a quattro edizioni del campionato europeo (Polonia-Ucraina 2012, Francia 2016, Europa 2020 e Germania 2024) e a due edizioni del campionato mondiale (Russia 2018 e Qatar 2022). È il terzo miglior marcatore delle nazionali europee, preceduto da Cristiano Ronaldo e Romelu Lukaku.
A livello individuale ha vinto in un'occasione la classifica marcatori del campionato polacco (2009-10), per sette volte quella del campionato tedesco (2013-14, 2015-16, 2017-18, 2018-19, 2019-20, 2020-21, 2021-22), in una quella del campionato spagnolo (2022-2023) e in un'occasione anche quella della UEFA Champions League (2019-2020). Nella stagione 2020-2021 si è aggiudicato la Scarpa d'oro, impresa poi ripetuta nella stagione successiva, e sempre nel 2021 è stato eletto attaccante dell'anno da France Football (premio bissato nel 2022) ed è arrivato al secondo posto della graduatoria del Pallone d'oro. Vincitore di numerosi premi accessori, è stato nominato calciatore polacco dell'anno per nove volte (dal 2011 al 2017 e dal 2019 al 2020) e miglior calciatore dell'anno in Germania dalla rivista Kicker nel 2020 e nel 2021. Nel 2020 è stato nominato UEFA Men's Player of the Year, mentre nel 2020 e nel 2021 è stato eletto The Best FIFA Men's Player. È stato inoltre votato come calciatore dell'anno dall'IFFHS nel 2020 e nel 2021. È stato inserito quattro volte nella squadra della stagione della UEFA Champions League (2015-16, 2016-17, 2019-20, 2020-21) e due volte ciascuna nella squadra dell'anno UEFA (2019, 2020), nella squadra dell'anno ESM (2019-20, 2020-21), nella squadra dell'anno FIFA FIFPro (2020, 2021) e nella squadra dell'anno IFFHS (2020, 2021).

## Biografia
Il padre Krzysztof, morto nel 2005, era campione nazionale di judo e calciatore dell'Hutnik Varsavia, militante nella seconda divisione del campionato polacco; la madre Iwona era, invece, una pallavolista dell'AZS-AWF Varsavia, di cui assunse, da ex giocatrice, il ruolo di vice-presidente. Sua sorella Milena seguì le orme della madre, rappresentando la nazionale Under-21 della Polonia nel campionato europeo di pallavolo.
Il 22 giugno 2013 Lewandowski si sposa a Varsavia con la compagna Anna Stachurska, campionessa di karate al campionato mondiale 2009. Il 4 maggio 2017 è nata la loro primogenita, Klara; il 6 maggio 2020 la coppia ha avuto una seconda figlia, Laura.
Il 9 ottobre 2017, a conclusione di un percorso di studi decennale, si laurea in educazione fisica presso l'Università dello Sport di Varsavia, con una tesi intitolata RL9, il cammino verso la gloria, un discorso autoreferenziale in cui il calciatore polacco racconta la propria carriera. Ha ricevuto il massimo dei voti.
È un fervente praticante della fede cattolica, tanto da aver richiesto nell'ottobre 2014 un incontro con Papa Francesco durante la visita alla Città del Vaticano successiva alla vittoria per 7-1 contro la Roma con il Bayern in UEFA Champions League.

### Nella cultura di massa
Nel 2015 compare sulla copertina polacca del videogioco calcistico FIFA 15, affiancando Lionel Messi.

## Caratteristiche tecniche

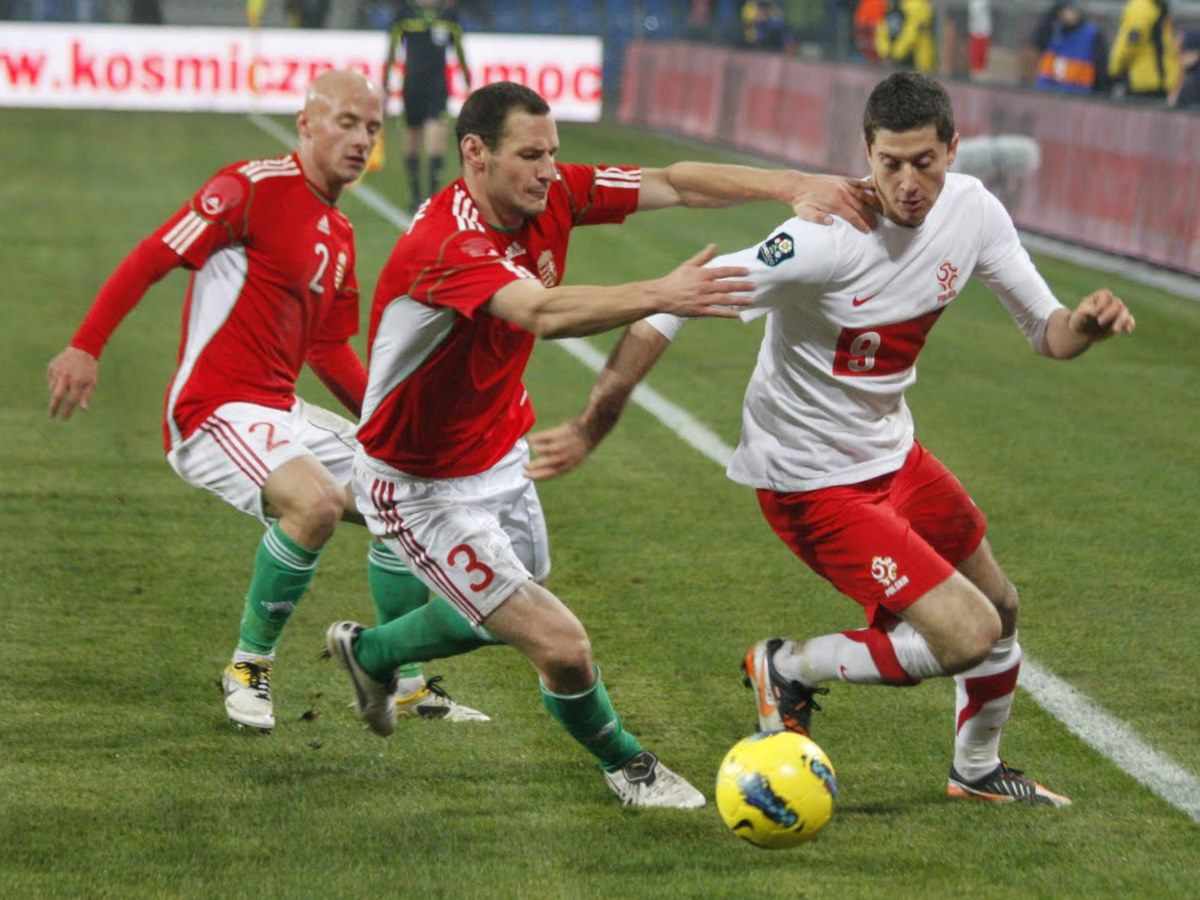
Lewandowski contrastato dai difensori avversari durante un'azione di gioco personale

Preciso finalizzatore, Lewandowski è un prolifico goleador, considerato tra i migliori interpreti del ruolo di attaccante nel calcio moderno. Possiede tutte le caratteristiche dei migliori numeri nove: altezza, forza, equilibrio, passo, intelligenza tattica ed abile di testa oltre con entrambi i piedi nella finalizzazione essendo ambidestro. Sebbene operi principalmente nell'area di rigore avversaria, per il suo senso della posizione e la capacità di tiro, per la forza nel gioco aereo e l'ottimo bagaglio tecnico, l'accelerazione, la visione di gioco e le doti fisiche, si sa rendere molto utile anche in altre zone del campo. Si distingue per la capacità di tenere palla spalle alla porta e favorire la risalita dei compagni di squadra e per l'abilità nel guadagnare calci di punizione in posizioni utili del campo. Sa inoltre creare spazio per i compagni e tornare utile nella fase di contenimento dell'azione avversaria.
Lewandowski è stato inoltre elogiato per le qualità etiche e per la disciplina dimostrata dentro e fuori dal campo e in allenamento.

## Carriera

### Club

#### Inizi
(Lewandowski sui suoi miti d'infanzia)

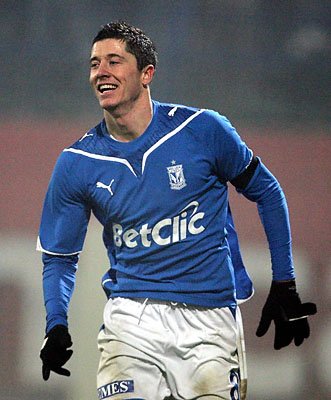
Lewandowski con la maglia del nel 2009

Nato a Varsavia e cresciuto nel villaggio di Leszno, situato nel Distretto Ovest, iniziò a tirare i primi calci al pallone nel club locale Partyzant Leszno, cui fece seguito una breve parentesi al MKS Varsavia. Nel 1998 passa al Delta, squadra militante in III liga dove si forma calcisticamente, mentre sette anni più tardi si trasferì nelle giovanili del Legia Varsavia. Poco prima della scadenza naturale del contratto firmato un anno prima Lewandowski subì un gravissimo infortunio al ginocchio tale per cui il club decise di non offrirgli il rinnovo: la decisione di lasciarlo a casa non gli fu comunicata dall'allenatore o dal direttore tecnico, ma direttamente dalla segretaria. Questa pessima notizia unita poi alla perdita del padre dopo una lunga malattia portarono Lewandowski a pensare seriamente di ritirarsi dal calcio.
Ricordando l'episodio in cui il Legia decise di scaricarlo Lewandowski racconta:
Nel 2006 passa quindi allo Znicz Pruszków, nella terza divisione polacca, dove con 15 reti contribuisce in modo decisivo alla promozione della squadra, laureandosi anche capocannoniere del campionato. La stagione seguente, in Seconda divisione, è ancora top scorer della categoria, con 21 reti totali.

#### Lech Poznań
Il 18 giugno 2008 viene acquistato dal Lech Poznań per 1,5 milioni di złoty (circa 370.000 euro). Debutta con la nuova maglia il 17 luglio 2008 nel turno preliminare di Coppa UEFA contro gli azeri del Xəzər Lənkəran, realizzando l'unico gol del match. Va in gol anche al debutto nell'Ekstraklasa, avvenuto nell'agosto 2008 contro il Bełchatów. La prima stagione si conclude con 30 presenze e 14 reti, piazzandosi al terzo posto dei marcatori.
Nella stagione 2009-2010 si conferma ad ottimi livelli, realizzando 18 reti in 28 partite; il Lech Poznań vince il campionato e lui per la prima volta in carriera vince il premio di capocannoniere dell'Ekstraklasa.
Prima di approdare in Germania al Borussia Dortmund prima e al Bayern Monaco poi, Lewandowski è stato vicino a diversi club di Serie A e di Premier League: Sam Allardyce, allora tecnico dei Blackburn Rovers disse che nel 2010 il polacco stava per unirsi al suo club, ma le nuvole di cenere causate dalle eruzioni del vulcano islandese Eyjafjallajökull che avevano sospeso tutti i voli in entrata e in uscita dal Regno Unito, oltre ad altre preoccupazioni finanziarie, hanno impedito il potenziale trasferimento. In Italia, nello stesso anno, il polacco è stato vicino al Genoa, ma tale passaggio è sfumato per volontà del presidente Enrico Preziosi.

#### Borussia Dortmund

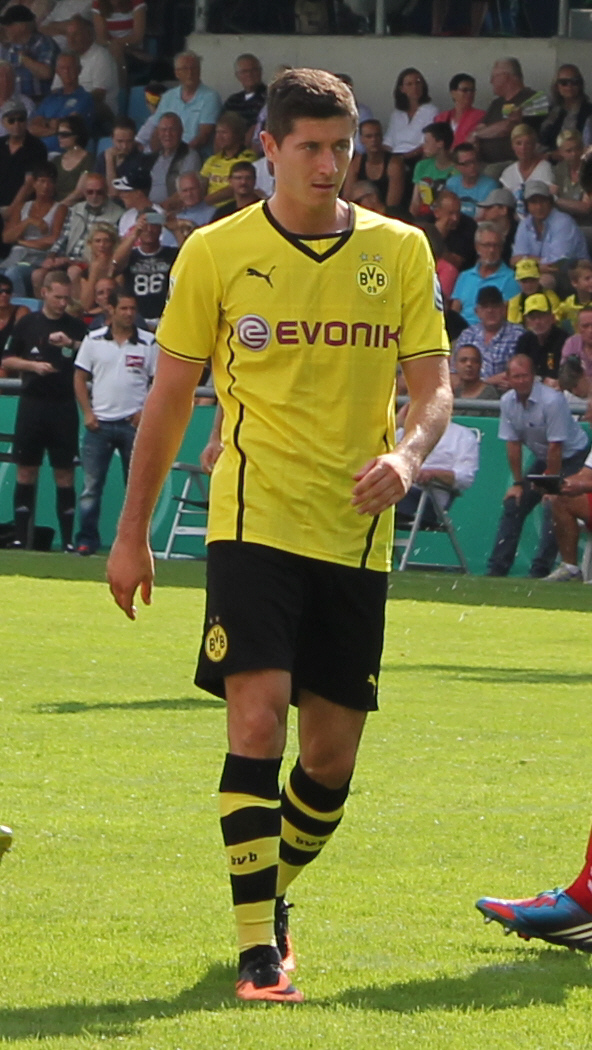
Lewandowski con il in una partita della DFB-Pokal 2013-2014 contro il

L'11 giugno 2010 viene acquistato a titolo definitivo dai tedeschi del Borussia Dortmund. Il cartellino è stato pagato circa 4 milioni di euro, più alta cifra incassata da un club polacco per un singolo trasferimento fino a quel momento. Segna il primo gol in Bundesliga il 19 settembre 2010 nella trasferta contro lo Schalke 04 (1-3). Lewandowski conclude la stagione segnando 9 goal (8 in campionato e 1 in Champions) in 43 partite (33 in campionato, 2 in coppa e 8 in Champions) - spesso entrando a partita in corso - contribuendo alla vittoria del campionato.
Importantissimo per la crescita e l'ambientamento in Germania di Lewandowski fu l'allora tecnico dei gialloneri Jürgen Klopp con cui il polacco entrò in sintonia sin subito considerandolo quasi come un secondo padre:
Il 1º ottobre 2010, nella partita vinta contro l'Augsburg per 4-0, Lewandowski segna la sua prima tripletta con la maglia giallonera, confezionando anche l'assist per il 3-0 di Mario Götze. Lewandowski contribuisce al secondo titolo consecutivo del Borussia Dortmund grazie alle sue 22 reti stagionali (una delle quali, realizzata contro il Bayern Monaco, consente al Borussia Dortmund di portarsi a 6 punti di vantaggio sui bavaresi, secondi classificati, a 4 giornate dalla fine). Chiude la stagione vincendo anche la Coppa di Germania, segnando una tripletta nella vittoria 5-2 in finale contro il Bayern.
La stagione 2012-2013 si apre con la finale di Supercoppa di Germania contro il Bayern Monaco, in cui Lewandowski mette a segno una rete, che si rivelerà però inutile in quanto la vittoria andrà al Bayern 2-1. Nella sfida di UEFA Champions League contro l'Ajax il 21 novembre realizza una doppietta, la partita viene vinta dal Borussia per 4-1. Il 24 aprile 2013 realizza il suo primo poker con la maglia del Borussia Dortmund, mettendo a segno tutte le reti nella vittoria per 4-1 sul Real Madrid, ottenuta nella semifinale di andata di Champions League. È il primo calciatore ad avere segnato quattro reti in una semifinale di UEFA Champions League. Il 25 maggio gioca per la prima volta la finale di UEFA Champions League, persa dal Borussia Dortmund per 2-1 contro i connazionali del Bayern Monaco.
Lewandowski inizia la stagione 2013-2014 vincendo la Supercoppa di Germania ai danni del Bayern Monaco, battuto per 4-2. Il 4 gennaio 2014 il direttore sportivo dello stesso Bayern Monaco, Karl-Heinz Rummenigge, annuncia di aver trovato con il giocatore l'accordo per il trasferimento dell'attaccante in Baviera a parametro zero, a partire dalla stagione successiva.

#### Bayern Monaco

##### 2014-2016: i primi trofei

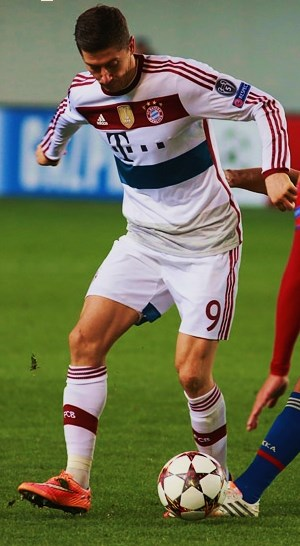
Lewandowski con il in una gara della UEFA Champions League 2014-2015 contro il

Lewandowski esordisce in campionato con la maglia dei bavaresi il 22 agosto 2014, nella gara vinta per 2-1 contro il Wolfsburg. Segna il suo primo gol con il Bayern il 30 agosto seguente, nel pareggio per 1-1 sul campo dello Schalke 04. Il 4 ottobre realizza la sua prima doppietta con il club di Monaco di Baviera, nella gara vinta per 4-0 contro l'Hannover 96. Due settimane più tardi segna il primo gol in UEFA Champions League con la maglia dei bavaresi, nella vittoria per 7-1 contro la Roma all'Olimpico. Il 4 aprile 2015 decide il match contro la sua ex squadra, il Borussia Dortmund, con un colpo di testa al 36º minuto (1-0). Il 26 aprile 2015 vince il campionato con il Bayern, il terzo della sua carriera.
Il 22 settembre 2015, nella partita vinta per 5-1 contro il Wolfsburg all'Allianz Arena, segna tutte e cinque le reti della sua squadra in soli nove minuti di gioco (tra il 51º ed il 60º), dopo essere entrato dalla panchina ad inizio secondo tempo: così facendo realizza la tripletta, la quaterna e la cinquina più veloci nella storia della Bundesliga. Il suo periodo d'oro continua anche nelle due partite successive, in cui realizza rispettivamente due reti contro il Magonza in campionato e tre contro la Dinamo Zagabria in UEFA Champions League, che lo portano ad un bottino di 10 gol segnati nell'arco di una settimana. Il primo gol contro il Magonza è il suo centesimo in Bundesliga in 168 presenze, un record per un calciatore straniero nel massimo campionato della Germania. Con 10 reti nelle prime 7 giornate di campionato, eguaglia inoltre il primato di Gerd Müller per il campionato tedesco. Nel gennaio 2016 ottiene il quarto posto nella graduatoria del Pallone d'oro FIFA 2015, mentre il 19 marzo, segnando il gol che decide la partita contro il Colonia, si porta a 25 reti in campionato, nuovo record personale. Conclude la stagione con 30 reti in Bundesliga, conseguendo il titolo di capocannoniere della competizione per la seconda volta in tre stagioni e divenendo il primo straniero a raggiungere tale livello realizzativo in un'annata del campionato tedesco dai tempi di Dieter Müller (1976-1977).

##### 2016-2019: i record
L'11 marzo 2017 segna il centesimo gol con la maglia del Bayern in 137 presenze, con la doppietta nella gara vinta per 3-0 contro l'Eintracht Francoforte. Conclude la stagione 2016-2017 con 42 reti in 47 partite in tutte le competizioni.

La stagione 2017-2018 lo vede andare in rete in undici partite casalinghe di fila di Bundesliga ed eguagliare così il record di Jupp Heynckes. Nella stessa annata, nella gara vinta per 6-0 contro l'Amburgo, realizza tre reti e fallisce per la prima volta un calcio di rigore in Bundesliga con il Bayern. L'11 febbraio 2018 viene eletto Calciatore polacco dell'anno per la settima volta di fila; chiude l'annata con il titolo di capocannoniere del campionato con 29 reti e un bilancio finale di 41 gol in 48 partite stagionali.

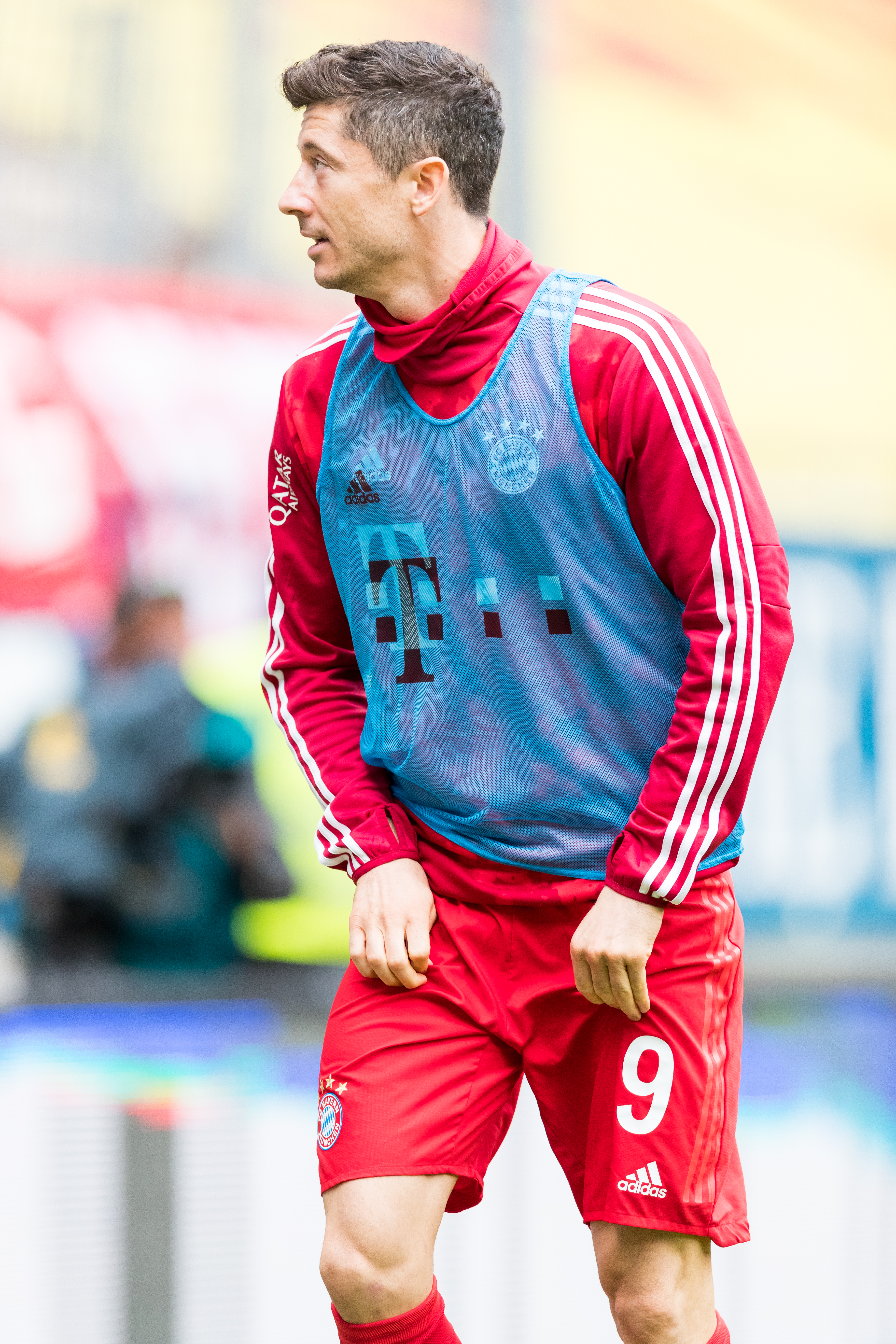
Lewandowski con il nel 2019

La stagione 2018-2019 inizia per lui con una tripletta nella Supercoppa di Germania contro l'Eintracht Francoforte (5-0), in virtù della quale, oltre a diventare il primo calciatore di sempre a riuscirvi, si laurea miglior marcatore nella storia della competizione. Il 27 novembre 2018 realizza il suo 50º gol in Champions League, contribuendo alla vittoria per 5-1 sul Benfica, cui fece seguito la sua 100ª rete all'Allianz Arena, segnata il 9 febbraio 2019 nella partita vinta 3-1 contro lo Schalke 04, che gli consente di toccare quota 119 marcature con il Bayern, a pari merito con Roland Wohlfarth, per poi superarlo il mese successivo contro il Borussia M'gladbach (1-5), eguagliando peraltro Claudio Pizarro in qualità di straniero più prolifico di sempre della Bundesliga, con 195 gol totali; il record sarà poi nuovamente battuto dall'attaccante polacco nella giornata seguente. Con la doppietta del 6 aprile 2019 contro il Borussia Dortmund, battuto 5-0, supera il traguardo dei 200 gol in Bundesliga, mentre le 22 reti stagionali lo proclamano nuovamente miglior marcatore in massima serie, concludendo l'annata con 40 reti in 47 presenze in tutte le competizioni e la vittoria del secondo double campionato-coppa con i bavaresi, vittoriosi il 25 maggio 2019 nella finale di Coppa di Germania contro l'RB Lipsia (3-0), in cui diventa il miglior marcatore nelle finali di coppa tedesca con 6 gol.

##### 2019-2022: il trionfo in UEFA Champions League e la Scarpa d'oro
Nella partita inaugurale della Bundesliga 2019-2020, contro l'Hertha Berlino (2-2), va in gol alla prima di campionato per la quinta stagione consecutiva, record assoluto per il calcio tedesco, mentre il 18 settembre marca il 200º gol con il Bayern nella partita di UEFA Champions League vinta per 3-0 in casa contro la Stella Rossa. Alla fine di settembre realizza il decimo gol in campionato, divenendo il primo calciatore a segnare dieci reti nelle prime sei giornate di una stagione di Bundesliga; successivamente diventa il primo giocatore ad andare in gol nelle prime nove, dieci e undici giornate del massimo campionato tedesco. Il 26 novembre 2019, nella gara di UEFA Champions League sul campo della Stella Rossa, realizza il poker più veloce della storia della competizione, mettendo a segno quattro reti tra il 53º e il 67º minuto di gioco e raggiungendo già la doppia cifra nella competizione. Con queste reti diventa anche il secondo calciatore a segnare per due volte quattro reti in una sola partita di Champions. Il 25 febbraio 2020 la stagione del polacco si arricchisce di un nuovo record: grazie al gol segnato in casa del Chelsea in Champions (0-3), con nove gol realizzati in trasferta in una competizione europea eguaglia il primato di Cristiano Ronaldo. Il 20 giugno 2020, andando in rete nel successo casalingo per 3-1 contro il Friburgo, diviene lo straniero che ha segnato più gol in Bundesliga. L'annata si chiude con la vittoria del titolo nazionale (con due turni di anticipo sulla fine del torneo), abbinata alla palma di capocannoniere della Bundesliga (con 34 gol in 31 partite), della Coppa di Germania e della UEFA Champions League. Nella massima competizione europea, sospesa a marzo per via della pandemia di COVID-19 e ripartita ad agosto, Lewandowski realizza una doppietta nella sfida di ritorno degli ottavi di finale, in casa contro il Chelsea (4-1), un gol nella schiacciante vittoria (8-2) contro il Barcellona nella gara unica dei quarti di finale, e un gol nella semifinale in gara unica vinta contro l'Olympique Lione (3-1), arrivando a 15 reti in 9 partite consecutive di UEFA Champions League. La striscia di reti in partite di fila nel torneo si interrompe nella finale contro il Paris Saint-Germain, vinta comunque dai bavaresi per 1-0.
Il 1º ottobre 2020 viene nominato Calciatore dell'anno UEFA e miglior attaccante della UEFA Champions League 2019-2020, ricevendo a dicembre anche il premio di Calciatore dell'anno FIFA. Il 17 gennaio 2021, nella vittoria contro il Friburgo, segna il ventunesimo gol stagionale in Bundesliga, battendo il record di 20 reti nel girone di andata stabilito da Gerd Müller nel 1968-1969. L'8 febbraio 2021 decide con una doppietta la semifinale della Coppa del mondo per club, consentendo ai bavaresi di battere per 2-0 l'Al-Ahly e accedere alla finale del torneo. Nell'ultimo atto il Bayern Monaco batte per 1-0 il Tigres UANL e si laurea campione del mondo; Lewandowski è premiato come miglior giocatore della competizione. Il 15 maggio 2021, grazie alla rete siglata su calcio di rigore contro il Friburgo eguaglia il record di gol segnati in una singola stagione di Bundesliga, appartenente a Gerd Müller (40), per poi batterlo la settimana seguente, grazie al gol contro l'Augusta nella vittoria per 5-2 in casa all'ultima giornata. Con 41 reti segnate in campionato si aggiudica la Scarpa d'oro 2021 come migliore marcatore stagionale dei campionati europei e termina la stagione 2020-2021 con 48 gol in 40 partite, realizzando almeno 40 gol in stagione per la sesta volta in carriera.
Il 13 agosto 2021, andando in gol contro il Borussia M'gladbach nella sfida esterna pareggiata per 1-1, segna alla prima giornata di Bundesliga per la settima stagione consecutiva, migliorando il proprio record stabilito per il campionato tedesco. Qualche giorno dopo si aggiudica la Supercoppa di Germania, decidendo con una doppietta la partita vinta per 3-1 contro il Borussia Dortmund. Il 28 agosto, con la tripletta segnata contro l'Hertha Berlino (5-0), estende a 16 la striscia di partite ufficiali consecutive in cui va a segno, record per una squadra tedesca (battuto il precedente primato appartenente a Gerd Müller), e supera i 300 gol realizzati con la maglia della squadra bavarese. Il 18 settembre, facendo gol nella partita contro il Bochum, sale a quota 13 partite casalinghe consecutive di Bundesliga in cui va a segno, stabilendo un primato per il campionato tedesco (battuto un record detenuto da Gerd Müller e Jupp Heynckes). Il 29 novembre seguente si classifica secondo nella graduatoria finale del Pallone d'oro e vince il premio assegnato da France Football al miglior attaccante dell'anno. Chiude l'anno solare 2021 con 43 gol segnati in 34 partite di campionato, battendo il record di reti di Gerd Müller che durava dal 1972; inoltre eguaglia il record di 69 gol stagionali (tra club e nazionale) stabilito da Cristiano Ronaldo nel 2013. Inizia il 2022 con un altro record: con la tripletta messa a segno il 15 gennaio contro il Colonia tocca quota 300 gol totali realizzati in Bundesliga, piazzandosi dietro a Müller (365). Con la tripletta realizzata in soli 11 minuti nella partita di UEFA Champions League dell'8 marzo contro il Salisburgo, vinta per 7-1, entra nella storia della competizione, battendo il precedente record di Marco Simone per la tripletta più rapida nel torneo.
Il 13 maggio seguente annuncia la decisione di non rinnovare il contratto con il Bayern Monaco dopo otto stagioni di militanza, 18 trofei vinti e 343 gol segnati, mentre il giorno dopo segna la rete del provvisorio 2-0 nel pareggio esterno contro il Wolfsburg (2-2). Conclude la stagione 2021-22 con un totale di 50 gol (in 46 partite), 35 dei quali in Bundesliga, di cui si laurea miglior marcatore per la settima volta in carriera.

#### Barcellona

##### 2022-2023: la vittoria della Liga e il Trofeo Pichichi

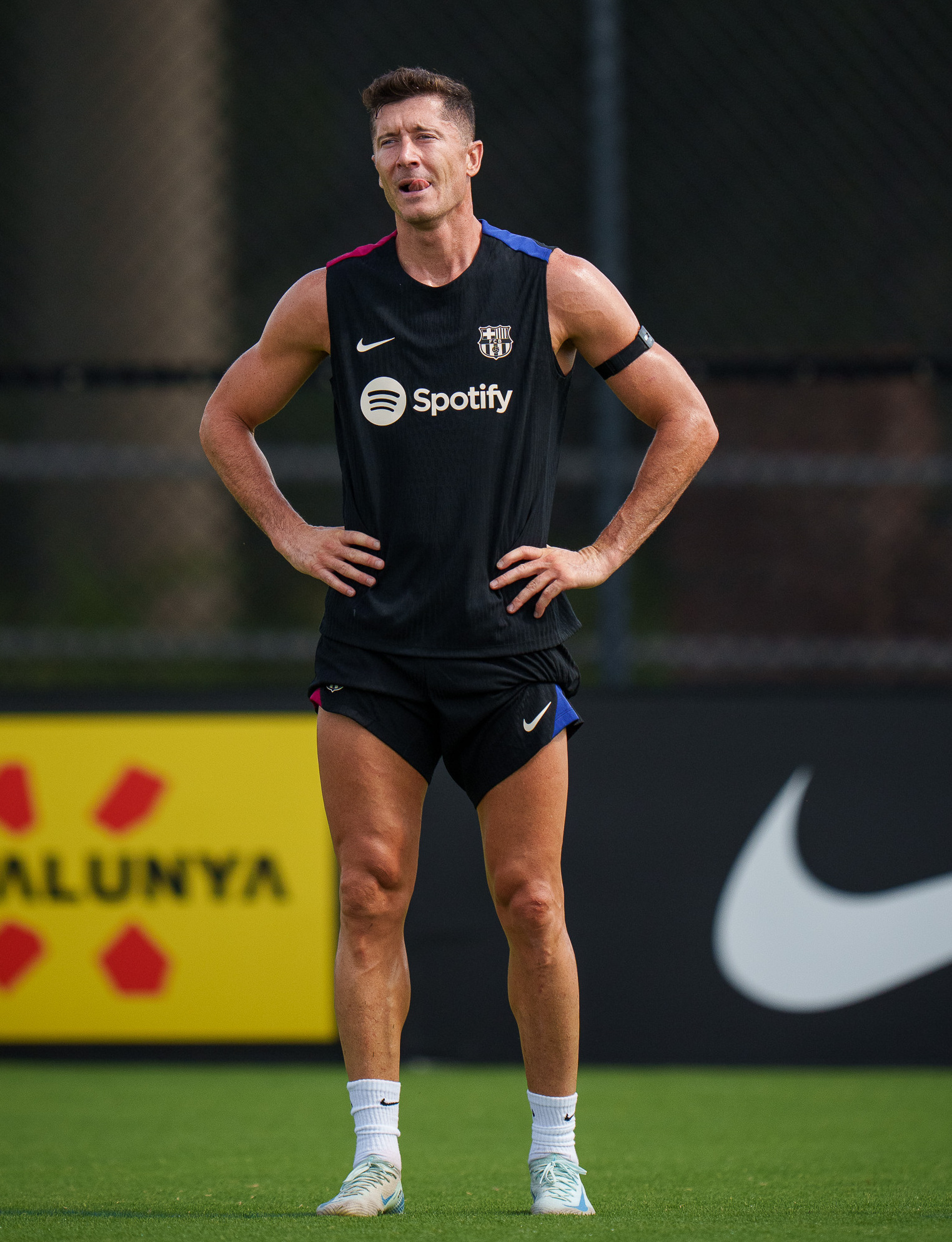
Robert Lewandowski in allenamento durante la tournée estiva con il Barcellona nell'agosto 2024.

Il 16 luglio 2022 il Barcellona comunica di aver raggiunto con il Bayern Monaco l'accordo per il trasferimento di Lewandowski, che viene perfezionato il 19 luglio seguente in cambio di 45 milioni di euro più 5 milioni di bonus e l'inserimento di una clausola rescissoria di 500 milioni di euro. Il giocatore esordisce ufficialmente in maglia blaugrana il 13 agosto seguente, nella partita casalinga contro il Rayo Vallecano (0-0) valida per la prima giornata di campionato. Il 21 agosto segna i suoi primi gol con i catalani, realizzando una doppietta nella partita vinta per 1-4 in casa della Real Sociedad. Il 7 settembre seguente realizza la sua prima tripletta con il Barcellona, contro il Viktoria Plzeň nella partita di UEFA Champions League vinta per 5-1, divenendo l'unico calciatore a siglare triplette in UEFA Champions League con tre squadre diverse. Il 15 gennaio 2023 si aggiudica il suo primo trofeo con il Barcellona, contribuendo con un gol e un assist alla vittoria in finale di Supercoppa di Spagna per 3-1 sul Real Madrid. Il 14 maggio 2023 si laurea per la prima volta campione di Spagna, in seguito alla vittoria per 4-2 nel derby contro l'Espanyol, in cui sigla una doppietta, mentre nove giorni più tardi, fissando il punteggio sul definitivo 3-1 nella sconfitta contro il Real Valladolid, si aggiudica il Trofeo Pichichi alla sua prima stagione in Primera División, con 23 gol segnati.

##### 2023-2024: il secondo anno in Spagna
Il 20 settembre 2023, andando in gol nella sfida di UEFA Champions League vinta per 5-0 contro l'Anversa, diviene il marcatore più anziano di sempre del Barcellona nella competizione e il terzo giocatore, dopo Cristiano Ronaldo e Lionel Messi, a tagliare quota 100 reti segnate nelle competizioni UEFA per club. Il 24 settembre 2023, realizzando una doppietta nella vittoria per 3-2 contro il Celta Vigo, stabilisce il record di reti segnate (35) nelle prime 50 gare con la maglia blaugrana, battendo il primato che era stato stabilito da Samuel Eto'o. Nella stagione 2023-2024 è il migliore marcatore stagionale del Barcellona.
Il 25 settembre 2024, segnando il gol della vittoria (1-0) contro il Getafe, diviene il migliore marcatore polacco di sempre nel campionato spagnolo, battendo il record di Jan Urban (48 gol). Nel novembre successivo diviene il primo calciatore a segnare almeno 20 reti in una stagione per 14 stagioni consecutive, superando il record di Lionel Messi, ed entra nel ristretto novero dei calciatori che hanno segnato almeno 100 gol in UEFA Champions League, insieme a Messi e Cristiano Ronaldo. A dicembre diviene il primo giocatore a realizzare 16 gol nelle prime 16 giornate del campionato spagnolo, eguagliando il record stabilito da Messi nel 2018.

### Nazionale
Nel 2007 debutta nella nazionale polacca Under-19. Dal 2007 al 2008 colleziona 3 presenze nella nazionale polacca Under-21, nelle amichevoli contro Inghilterra, Bielorussia e Finlandia.

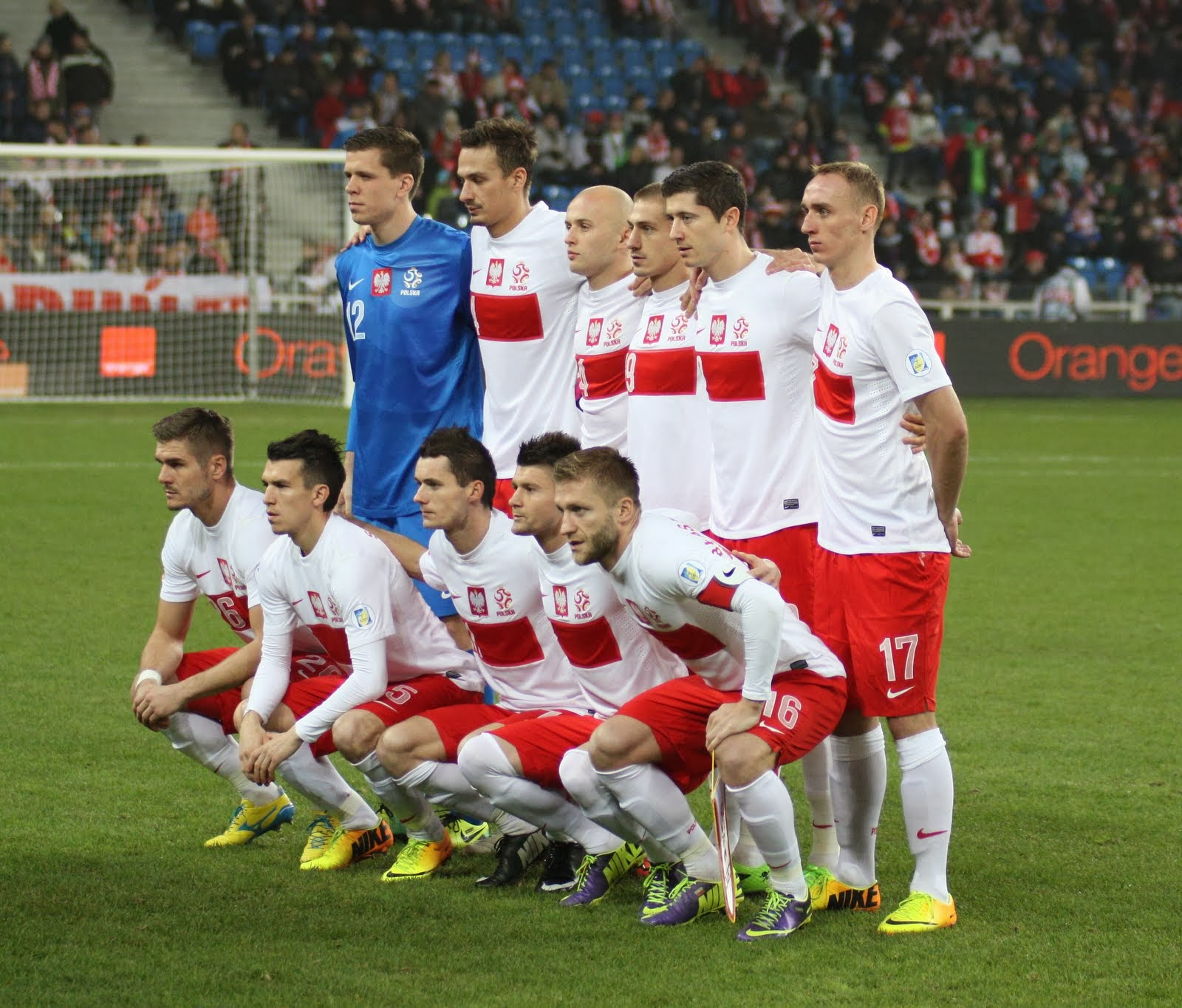
Lewandowski (il secondo in alto partendo da destra) prima dell'amichevole casalinga contro l'Irlanda disputata a Poznań il 19 novembre 2013

Convocato dal CT Franciszek Smuda, debutta in nazionale maggiore il 10 settembre 2008, all'età di 20 anni, subentrando al 58' a Marek Saganowski nella partita esterna contro San Marino, valida per le qualificazioni ai campionato mondiale 2010; nell'occasione segna la rete del definitivo 2-0 pochi minuti dopo essere entrato in campo, diventando così il secondo più giovane marcatore all'esordio in nazionale dopo Włodzimierz Lubański, che il 4 settembre 1963 segnò contro la Norvegia all'età di 16 anni e 6 mesi.
Divenuto titolare, viene convocato per il campionato d'Europa 2012 (ospitato congiuntamente da Ucraina e Polonia). È lui a realizzare la prima rete della competizione, nella partita inaugurale contro la Grecia (terminata 1-1). La Polonia non riuscirà, però, a superare il girone, ottenendo due punti e uscendo dal torneo. Il giocatore compare anche nel video di Endless Summer, la canzone ufficiale del campionato europeo.
Il 6 giugno 2014, in occasione dell'amichevole vinta per 2-1 a Danzica contro la Lituania, indossa per la prima volta la fascia di capitano della Polonia.

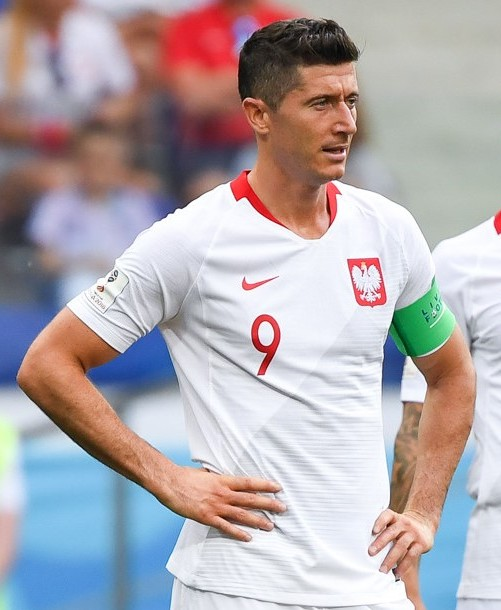
Lewandowski guida da capitano la Polonia nella terza ed ultima partita della fase a gironi del campionato mondiale del 2018 contro il

Marca la prima quaterna in nazionale il 7 settembre 2014, nella partita vinta per 7-0 contro Gibilterra, in occasione delle qualificazioni al campionato d'Europa 2016. Il 13 giugno 2015 realizza una tripletta contro la Georgia. Con 10 gol in 8 presenze è il capocannoniere delle qualificazioni al campionato d'Europa 2016. Convocato per la fase finale del torneo, segna il suo unico gol nella competizione nel quarto di finale perso dalla Polonia contro il Portogallo ai tiri di rigore, dopo il pareggio per 1-1.
Con 16 reti realizzate in 10 partite contribuisce in modo decisivo alla qualificazione della Polonia al campionato del mondo 2018 e diviene capocannoniere delle qualificazioni UEFA al campionato mondiale di Russia 2018, svoltesi nel biennio 2016-2017. Il 5 ottobre 2017, con una tripletta messa a segno ai danni dell'Armenia a Erevan (battuta per 6-1), diventa il migliore marcatore della nazionale polacca, raggiungendo la quota di 50 segnature in nazionale.
Convocato per il campionato del mondo 2018, in questa occasione Lewandowski delude, non segnando neanche una rete nelle tre gare disputate dalla Polonia eliminata al primo turno. Il 10 ottobre 2019 mette a segno una tripletta contro la Lettonia durante le qualificazioni al campionato d'Europa 2020. Inserito nella lista dei convocati per la fase finale del torneo, disputata nel 2021 anziché nel 2020 a causa della pandemia da COVID-19, realizza tre reti: una nel pareggio per 1-1 contro la Spagna e due nella sconfitta per 3-2 contro la Svezia, che costa ai polacchi l'eliminazione dal torneo. Sempre contro gli scandinavi, il 29 marzo 2022 segna su rigore il gol del provvisorio 1-0 nella vittoria casalinga ottenuta nella finale di play-off di qualificazione al campionato del mondo 2022.
Nel 2022 partecipa al campionato mondiale, in cui esordisce contro il Messico fallendo un calcio di rigore. Quattro giorni più tardi, in occasione della seconda partita del girone, contro l'Arabia Saudita, fornisce a Piotr Zieliński l'assist per la prima rete dell'incontro, per poi segnare il gol del definitivo 2-0, la sua prima rete in un campionato del mondo. Va a segno anche nell'ottavo di finale perso per 3-1 contro la Francia, siglando il gol della bandiera su calcio di rigore.
Convocato per Euro 2024, viene confermato nella lista finale nonostante un infortunio al ginocchio subito nell'amichevole pre-manifestazione vinta 2-1 contro la Turchia. Dopo avere saltato la prima sfida contro i Paesi Bassi (persa 2-1), torna in campo nella gara successiva contro l'Austria subentrando nella ripresa; tuttavia non è riuscito a evitare la sconfitta per 3-1 della sua squadra che la sera stessa, a causa del pareggio tra i Paesi Bassi e la Francia (0-0), è stata matematicamente estromessa dalla competizione. Pochi giorni dopo va a segno nella sfida pareggiata 1-1 contro la Francia.
Il 9 giugno 2025 annuncia il proprio ritiro dalla nazionale per dissidi col c.t. Michał Probierz che gli aveva revocato la fascia di capitano, con quest'ultimo che si è dimesso pochi giorni dopo.

## Statistiche
Tra club, nazionale maggiore e nazionali giovanili, Lewandowski ha disputato globalmente 1056 partite segnando 728 reti, alla media di 0.69 gol a partita.

### Presenze e reti nei club
Statistiche aggiornate al 25 maggio 2025.
| Stagione                 | Squadra                  | Campionato               | Campionato | Campionato | Coppe nazionali | Coppe nazionali | Coppe nazionali | Coppe continentali | Coppe continentali | Coppe continentali | Altre coppe | Altre coppe | Altre coppe | Totale | Totale |
| Stagione                 | Squadra                  | Comp                     | Pres       | Reti       | Comp            | Pres            | Reti            | Comp               | Pres               | Reti               | Comp        | Pres        | Reti        | Pres   | Reti   |
| ------------------------ | ------------------------ | ------------------------ | ---------- | ---------- | --------------- | --------------- | --------------- | ------------------ | ------------------ | ------------------ | ----------- | ----------- | ----------- | ------ | ------ |
| 2004-2005                | Delta Varsavia           | 4L                       | 17         | 4          | CP              | 2               | 0               | -                  | -                  | -                  | -           | -           | -           | 19     | 4      |
| 2005-2006                | Legia Varsavia II        | 3L                       | 13         | 2          | CP              | 1               | 2               | -                  | -                  | -                  | -           | -           | -           | 14     | 4      |
| ago. 2006                | Znicz Pruszków II        | 7L                       | 4          | 8          | CP              | -               | -               | -                  | -                  | -                  | -           | -           | -           | 4      | 8      |
| 2006-2007                | Znicz Pruszków           | 3L                       | 27         | 15         | CP              | 5               | 2               | -                  | -                  | -                  | -           | -           | -           | 32     | 17     |
| 2007-2008                | Znicz Pruszków           | 2L                       | 32         | 21         | CP              | 2               | 0               | -                  | -                  | -                  | -           | -           | -           | 34     | 21     |
| Totale Znicz Pruszków    | Totale Znicz Pruszków    | Totale Znicz Pruszków    | 59         | 36         |                 | 7               | 2               |                    | 0                  | 0                  |             | -           | -           | 66     | 38     |
| 2008-2009                | Lech Poznań              | EK                       | 30         | 14         | CP              | 6               | 2               | CU                 | 12                 | 4                  | -           | -           | -           | 48     | 20     |
| 2009-2010                | Lech Poznań              | EK                       | 28         | 18         | CP              | 1               | 0               | UEL                | 4                  | 2                  | SP          | 1           | 1           | 34     | 21     |
| Totale Lech Poznań       | Totale Lech Poznań       | Totale Lech Poznań       | 58         | 32         |                 | 7               | 2               |                    | 16                 | 6                  |             | 1           | 1           | 82     | 41     |
| 2010-2011                | Borussia Dortmund        | BL                       | 33         | 8          | CG              | 2               | 0               | UEL                | 8                  | 1                  | -           | -           | -           | 43     | 9      |
| 2011-2012                | Borussia Dortmund        | BL                       | 34         | 22         | CG              | 6               | 7               | UCL                | 6                  | 1                  | SG          | 1           | 0           | 47     | 30     |
| 2012-2013                | Borussia Dortmund        | BL                       | 31         | 24         | CG              | 4               | 1               | UCL                | 13                 | 10                 | SG          | 1           | 1           | 49     | 36     |
| 2013-2014                | Borussia Dortmund        | BL                       | 33         | 20         | CG              | 5               | 2               | UCL                | 9                  | 6                  | SG          | 1           | 0           | 48     | 28     |
| Totale Borussia Dortmund | Totale Borussia Dortmund | Totale Borussia Dortmund | 131        | 74         |                 | 17              | 10              |                    | 36                 | 18                 |             | 3           | 1           | 187    | 103    |
| 2014-2015                | Bayern Monaco            | BL                       | 31         | 17         | CG              | 5               | 2               | UCL                | 12                 | 6                  | SG          | 1           | 0           | 49     | 25     |
| 2015-2016                | Bayern Monaco            | BL                       | 32         | 30         | CG              | 6               | 3               | UCL                | 12                 | 9                  | SG          | 1           | 0           | 51     | 42     |
| 2016-2017                | Bayern Monaco            | BL                       | 33         | 30         | CG              | 4               | 5               | UCL                | 9                  | 8                  | SG          | 1           | 0           | 47     | 43     |
| 2017-2018                | Bayern Monaco            | BL                       | 30         | 29         | CG              | 6               | 6               | UCL                | 11                 | 5                  | SG          | 1           | 1           | 48     | 41     |
| 2018-2019                | Bayern Monaco            | BL                       | 33         | 22         | CG              | 5               | 7               | UCL                | 8                  | 8                  | SG          | 1           | 3           | 47     | 40     |
| 2019-2020                | Bayern Monaco            | BL                       | 31         | 34         | CG              | 5               | 6               | UCL                | 10                 | 15                 | SG          | 1           | 0           | 47     | 55     |
| 2020-2021                | Bayern Monaco            | BL                       | 29         | 41         | CG              | 1               | 0               | UCL                | 6                  | 5                  | SG+SU+Cmc   | 1+1+2       | 0+0+2       | 40     | 48     |
| 2021-2022                | Bayern Monaco            | BL                       | 34         | 35         | CG              | 1               | 0               | UCL                | 10                 | 13                 | SG          | 1           | 2           | 46     | 50     |
| Totale Bayern Monaco     | Totale Bayern Monaco     | Totale Bayern Monaco     | 253        | 238        |                 | 33              | 29              |                    | 78                 | 69                 |             | 11          | 8           | 375    | 344    |
| 2022-2023                | Barcellona               | PD                       | 34         | 23         | CR              | 3               | 2               | UCL+UEL            | 5+2                | 5+1                | SS          | 2           | 2           | 46     | 33     |
| 2023-2024                | Barcellona               | PD                       | 35         | 19         | CR              | 3               | 2               | UCL                | 9                  | 3                  | SS          | 2           | 2           | 49     | 26     |
| 2024-2025                | Barcellona               | PD                       | 34         | 27         | CR              | 3               | 3               | UCL                | 13                 | 11                 | SS          | 2           | 1           | 52     | 42     |
| 2025-2026                | Barcellona               | PD                       | 0          | 0          | CR              | 0               | 0               | UCL                | 0                  | 0                  | SS          | 0           | 0           | 0      | 0      |
| Totale Barcellona        | Totale Barcellona        | Totale Barcellona        | 103        | 69         |                 | 9               | 7               |                    | 29                 | 20                 |             | 6           | 5           | 147    | 101    |
| Totale carriera          | Totale carriera          | Totale carriera          | 639        | 463        |                 | 76              | 52              |                    | 159                | 113                |             | 21          | 15          | 894    | 643    |

### Cronologia presenze e reti in nazionale
| Cronologia completa delle presenze e delle reti in nazionale ― Polonia | Cronologia completa delle presenze e delle reti in nazionale ― Polonia | Cronologia completa delle presenze e delle reti in nazionale ― Polonia | Cronologia completa delle presenze e delle reti in nazionale ― Polonia | Cronologia completa delle presenze e delle reti in nazionale ― Polonia | Cronologia completa delle presenze e delle reti in nazionale ― Polonia | Cronologia completa delle presenze e delle reti in nazionale ― Polonia | Cronologia completa delle presenze e delle reti in nazionale ― Polonia |
| Data                                                                   | Città                                                                  | In casa                                                                | Risultato                                                              | Ospiti                                                                 | Competizione                                                           | Reti                                                                   | Note                                                                   |
| ---------------------------------------------------------------------- | ---------------------------------------------------------------------- | ---------------------------------------------------------------------- | ---------------------------------------------------------------------- | ---------------------------------------------------------------------- | ---------------------------------------------------------------------- | ---------------------------------------------------------------------- | ---------------------------------------------------------------------- |
| 10-9-2008                                                              | Serravalle                                                             | San Marino                                                             | 0 – 2                                                                  | Polonia                                                                | Qual. Mondiali 2010                                                    | 1                                                                      | 58’                                                                    |
| 11-10-2008                                                             | Chorzów                                                                | Polonia                                                                | 2 – 1                                                                  | Rep. Ceca                                                              | Qual. Mondiali 2010                                                    | -                                                                      | 69’                                                                    |
| 15-10-2008                                                             | Bratislava                                                             | Slovacchia                                                             | 2 – 1                                                                  | Polonia                                                                | Qual. Mondiali 2010                                                    | -                                                                      | 89’                                                                    |
| 19-11-2008                                                             | Dublino                                                                | Irlanda                                                                | 2 – 3                                                                  | Polonia                                                                | Amichevole                                                             | 1                                                                      | 46’                                                                    |
| 11-2-2009                                                              | Vila Real de Santo António                                             | Galles                                                                 | 0 – 1                                                                  | Polonia                                                                | Amichevole                                                             | -                                                                      | 62’                                                                    |
| 28-3-2009                                                              | Belfast                                                                | Irlanda del Nord                                                       | 3 – 2                                                                  | Polonia                                                                | Qual. Mondiali 2010                                                    | -                                                                      |                                                                        |
| 1-4-2009                                                               | Kielce                                                                 | Polonia                                                                | 10 – 0                                                                 | San Marino                                                             | Qual. Mondiali 2010                                                    | 1                                                                      | 66’                                                                    |
| 6-6-2009                                                               | Johannesburg                                                           | Sudafrica                                                              | 1 – 0                                                                  | Polonia                                                                | Amichevole                                                             | -                                                                      |                                                                        |
| 9-6-2009                                                               | Città del Capo                                                         | Iraq                                                                   | 1 – 1                                                                  | Polonia                                                                | Amichevole                                                             | -                                                                      | 46’                                                                    |
| 12-8-2009                                                              | Bydgoszcz                                                              | Polonia                                                                | 2 – 0                                                                  | Grecia                                                                 | Amichevole                                                             | -                                                                      | 54’                                                                    |
| 5-9-2009                                                               | Chorzów                                                                | Polonia                                                                | 1 – 1                                                                  | Irlanda del Nord                                                       | Qual. Mondiali 2010                                                    | -                                                                      | 61’                                                                    |
| 9-9-2009                                                               | Maribor                                                                | Slovenia                                                               | 3 – 0                                                                  | Polonia                                                                | Qual. Mondiali 2010                                                    | -                                                                      | 61’                                                                    |
| 10-10-2009                                                             | Praga                                                                  | Rep. Ceca                                                              | 2 – 0                                                                  | Polonia                                                                | Qual. Mondiali 2010                                                    | -                                                                      | 64’                                                                    |
| 14-10-2009                                                             | Chorzów                                                                | Polonia                                                                | 0 – 1                                                                  | Slovacchia                                                             | Qual. Mondiali 2010                                                    | -                                                                      | 68’                                                                    |
| 14-11-2009                                                             | Varsavia                                                               | Polonia                                                                | 0 – 1                                                                  | Romania                                                                | Amichevole                                                             | -                                                                      | 16’ 70’                                                                |
| 18-11-2009                                                             | Bydgoszcz                                                              | Polonia                                                                | 1 – 0                                                                  | Canada                                                                 | Amichevole                                                             | -                                                                      |                                                                        |
| 17-1-2010                                                              | Nakhon Ratchasima                                                      | Danimarca                                                              | 3 – 1                                                                  | Polonia                                                                | King's Cup                                                             | -                                                                      |                                                                        |
| 20-1-2010                                                              | Nakhon Ratchasima                                                      | Polonia                                                                | 3 – 1                                                                  | Thailandia                                                             | King's Cup                                                             | -                                                                      | 90’                                                                    |
| 23-1-2010                                                              | Nakhon Ratchasima                                                      | Polonia                                                                | 6 – 1                                                                  | Singapore                                                              | King's Cup                                                             | 2                                                                      | 46’                                                                    |
| 3-3-2010                                                               | Varsavia                                                               | Polonia                                                                | 2 – 0                                                                  | Bulgaria                                                               | Amichevole                                                             | 1                                                                      | 74’                                                                    |
| 29-5-2010                                                              | Kielce                                                                 | Polonia                                                                | 0 – 0                                                                  | Finlandia                                                              | Amichevole                                                             | -                                                                      | 90’                                                                    |
| 2-6-2010                                                               | Kufstein                                                               | Serbia                                                                 | 0 – 0                                                                  | Polonia                                                                | Amichevole                                                             | -                                                                      | 90’                                                                    |
| 8-6-2010                                                               | Murcia                                                                 | Spagna                                                                 | 6 – 0                                                                  | Polonia                                                                | Amichevole                                                             | -                                                                      | 67’                                                                    |
| 11-8-2010                                                              | Stettino                                                               | Polonia                                                                | 0 – 3                                                                  | Camerun                                                                | Amichevole                                                             | -                                                                      |                                                                        |
| 4-9-2010                                                               | Łódź                                                                   | Polonia                                                                | 1 – 1                                                                  | Ucraina                                                                | Amichevole                                                             | -                                                                      | 64’                                                                    |
| 7-9-2010                                                               | Cracovia                                                               | Polonia                                                                | 1 – 2                                                                  | Australia                                                              | Amichevole                                                             | 1                                                                      |                                                                        |
| 9-10-2010                                                              | Chicago                                                                | Stati Uniti                                                            | 2 – 2                                                                  | Polonia                                                                | Amichevole                                                             | -                                                                      |                                                                        |
| 12-10-2010                                                             | Montréal                                                               | Ecuador                                                                | 2 – 2                                                                  | Polonia                                                                | Amichevole                                                             | -                                                                      | 88’                                                                    |
| 17-11-2010                                                             | Poznań                                                                 | Polonia                                                                | 3 – 1                                                                  | Costa d'Avorio                                                         | Amichevole                                                             | 2                                                                      | 85’                                                                    |
| 9-2-2011                                                               | Faro                                                                   | Polonia                                                                | 1 – 0                                                                  | Norvegia                                                               | Amichevole                                                             | 1                                                                      |                                                                        |
| 25-3-2011                                                              | Kaunas                                                                 | Lituania                                                               | 2 – 0                                                                  | Polonia                                                                | Amichevole                                                             | -                                                                      | 74’                                                                    |
| 29-3-2011                                                              | Larissa                                                                | Grecia                                                                 | 0 – 0                                                                  | Polonia                                                                | Amichevole                                                             | -                                                                      | 83’                                                                    |
| 5-6-2011                                                               | Varsavia                                                               | Polonia                                                                | 2 – 1                                                                  | Argentina                                                              | Amichevole                                                             | -                                                                      | 28’ 90’                                                                |
| 9-6-2011                                                               | Varsavia                                                               | Polonia                                                                | 0 – 1                                                                  | Francia                                                                | Amichevole                                                             | -                                                                      |                                                                        |
| 10-8-2011                                                              | Lubin                                                                  | Polonia                                                                | 1 – 0                                                                  | Georgia                                                                | Amichevole                                                             | -                                                                      | 60’                                                                    |
| 6-9-2011                                                               | Danzica                                                                | Polonia                                                                | 2 – 2                                                                  | Germania                                                               | Amichevole                                                             | 1                                                                      | 80’                                                                    |
| 7-10-2011                                                              | Seul                                                                   | Corea del Sud                                                          | 2 – 2                                                                  | Polonia                                                                | Amichevole                                                             | 1                                                                      | 68’                                                                    |
| 11-10-2011                                                             | Wiesbaden                                                              | Polonia                                                                | 2 – 0                                                                  | Bielorussia                                                            | Amichevole                                                             | 1                                                                      | 59’                                                                    |
| 11-11-2011                                                             | Breslavia                                                              | Polonia                                                                | 0 – 2                                                                  | Italia                                                                 | Amichevole                                                             | -                                                                      |                                                                        |
| 15-11-2011                                                             | Poznań                                                                 | Polonia                                                                | 2 – 1                                                                  | Ungheria                                                               | Amichevole                                                             | -                                                                      | 66’                                                                    |
| 26-5-2012                                                              | Klagenfurt am Wörthersee                                               | Polonia                                                                | 1 – 0                                                                  | Slovacchia                                                             | Amichevole                                                             | -                                                                      | 46’                                                                    |
| 2-6-2012                                                               | Varsavia                                                               | Polonia                                                                | 4 – 0                                                                  | Andorra                                                                | Amichevole                                                             | 1                                                                      | 58’                                                                    |
| 8-6-2012                                                               | Varsavia                                                               | Polonia                                                                | 1 – 1                                                                  | Grecia                                                                 | Euro 2012 - 1º turno                                                   | 1                                                                      |                                                                        |
| 12-6-2012                                                              | Varsavia                                                               | Polonia                                                                | 1 – 1                                                                  | Russia                                                                 | Euro 2012 - 1º turno                                                   | -                                                                      | 60’                                                                    |
| 16-6-2012                                                              | Breslavia                                                              | Rep. Ceca                                                              | 1 – 0                                                                  | Polonia                                                                | Euro 2012 - 1º turno                                                   | -                                                                      |                                                                        |
| 15-8-2012                                                              | Tallinn                                                                | Estonia                                                                | 1 – 0                                                                  | Polonia                                                                | Amichevole                                                             | -                                                                      |                                                                        |
| 7-9-2012                                                               | Podgorica                                                              | Montenegro                                                             | 2 – 2                                                                  | Polonia                                                                | Qual. Mondiali 2014                                                    | -                                                                      | 90+2’                                                                  |
| 11-9-2012                                                              | Breslavia                                                              | Polonia                                                                | 2 – 0                                                                  | Moldavia                                                               | Qual. Mondiali 2014                                                    | -                                                                      |                                                                        |
| 17-10-2012                                                             | Varsavia                                                               | Polonia                                                                | 1 – 1                                                                  | Inghilterra                                                            | Qual. Mondiali 2014                                                    | -                                                                      |                                                                        |
| 14-11-2012                                                             | Danzica                                                                | Polonia                                                                | 1 – 3                                                                  | Uruguay                                                                | Amichevole                                                             | -                                                                      |                                                                        |
| 6-2-2013                                                               | Dublino                                                                | Irlanda                                                                | 2 – 0                                                                  | Polonia                                                                | Amichevole                                                             | -                                                                      |                                                                        |
| 22-3-2013                                                              | Varsavia                                                               | Polonia                                                                | 1 – 3                                                                  | Ucraina                                                                | Qual. Mondiali 2014                                                    | -                                                                      |                                                                        |
| 26-3-2013                                                              | Varsavia                                                               | Polonia                                                                | 5 – 0                                                                  | San Marino                                                             | Qual. Mondiali 2014                                                    | 2                                                                      | cap.                                                                   |
| 7-6-2013                                                               | Chișinău                                                               | Moldavia                                                               | 1 – 1                                                                  | Polonia                                                                | Qual. Mondiali 2014                                                    | -                                                                      |                                                                        |
| 14-8-2013                                                              | Danzica                                                                | Polonia                                                                | 3 – 2                                                                  | Danimarca                                                              | Amichevole                                                             | -                                                                      | 36’ 78’                                                                |
| 6-9-2013                                                               | Varsavia                                                               | Polonia                                                                | 1 – 1                                                                  | Montenegro                                                             | Qual. Mondiali 2014                                                    | 1                                                                      |                                                                        |
| 11-10-2013                                                             | Charkiv                                                                | Ucraina                                                                | 1 – 0                                                                  | Polonia                                                                | Qual. Mondiali 2014                                                    | -                                                                      | 76’                                                                    |
| 15-10-2013                                                             | Londra                                                                 | Inghilterra                                                            | 2 – 0                                                                  | Polonia                                                                | Qual. Mondiali 2014                                                    | -                                                                      |                                                                        |
| 15-11-2013                                                             | Varsavia                                                               | Polonia                                                                | 0 – 2                                                                  | Slovacchia                                                             | Amichevole                                                             | -                                                                      |                                                                        |
| 19-11-2013                                                             | Poznań                                                                 | Polonia                                                                | 0 – 0                                                                  | Irlanda                                                                | Amichevole                                                             | -                                                                      | 59’                                                                    |
| 6-6-2014                                                               | Danzica                                                                | Polonia                                                                | 2 – 1                                                                  | Lituania                                                               | Amichevole                                                             | 1                                                                      | cap.                                                                   |
| 7-9-2014                                                               | Faro                                                                   | Gibilterra                                                             | 0 – 7                                                                  | Polonia                                                                | Qual. Euro 2016                                                        | 4                                                                      | cap.                                                                   |
| 11-10-2014                                                             | Varsavia                                                               | Polonia                                                                | 2 – 0                                                                  | Germania                                                               | Qual. Euro 2016                                                        | -                                                                      | cap. 56’                                                               |
| 14-10-2014                                                             | Varsavia                                                               | Polonia                                                                | 2 – 2                                                                  | Scozia                                                                 | Qual. Euro 2016                                                        | -                                                                      | cap.                                                                   |
| 14-11-2014                                                             | Tbilisi                                                                | Georgia                                                                | 0 – 4                                                                  | Polonia                                                                | Qual. Euro 2016                                                        | -                                                                      | cap.                                                                   |
| 18-11-2014                                                             | Breslavia                                                              | Polonia                                                                | 2 – 2                                                                  | Svizzera                                                               | Amichevole                                                             | -                                                                      | cap. 63’                                                               |
| 29-3-2015                                                              | Dublino                                                                | Irlanda                                                                | 1 – 1                                                                  | Polonia                                                                | Qual. Euro 2016                                                        | -                                                                      | cap.                                                                   |
| 13-6-2015                                                              | Varsavia                                                               | Polonia                                                                | 4 – 0                                                                  | Georgia                                                                | Qual. Euro 2016                                                        | 3                                                                      | cap.                                                                   |
| 4-9-2015                                                               | Francoforte sul Meno                                                   | Germania                                                               | 3 – 1                                                                  | Polonia                                                                | Qual. Euro 2016                                                        | 1                                                                      | cap.                                                                   |
| 7-9-2015                                                               | Varsavia                                                               | Polonia                                                                | 8 – 1                                                                  | Gibilterra                                                             | Qual. Euro 2016                                                        | 2                                                                      | cap. 66’                                                               |
| 8-10-2015                                                              | Glasgow                                                                | Scozia                                                                 | 2 – 2                                                                  | Polonia                                                                | Qual. Euro 2016                                                        | 2                                                                      | cap.                                                                   |
| 11-10-2015                                                             | Varsavia                                                               | Polonia                                                                | 2 – 1                                                                  | Irlanda                                                                | Qual. Euro 2016                                                        | 1                                                                      | cap.                                                                   |
| 13-11-2015                                                             | Varsavia                                                               | Polonia                                                                | 4 – 2                                                                  | Islanda                                                                | Amichevole                                                             | 2                                                                      | cap. 89’                                                               |
| 23-3-2016                                                              | Poznań                                                                 | Polonia                                                                | 1 – 0                                                                  | Serbia                                                                 | Amichevole                                                             | -                                                                      | cap. 73’                                                               |
| 26-3-2016                                                              | Breslavia                                                              | Polonia                                                                | 5 – 0                                                                  | Finlandia                                                              | Amichevole                                                             | -                                                                      | 63’                                                                    |
| 1-6-2016                                                               | Danzica                                                                | Polonia                                                                | 1 – 2                                                                  | Paesi Bassi                                                            | Amichevole                                                             | -                                                                      | cap. 63’ 67’                                                           |
| 12-6-2016                                                              | Nizza                                                                  | Polonia                                                                | 1 – 0                                                                  | Irlanda del Nord                                                       | Euro 2016 - 1º turno                                                   | -                                                                      | cap.                                                                   |
| 16-6-2016                                                              | Saint-Denis                                                            | Germania                                                               | 0 – 0                                                                  | Polonia                                                                | Euro 2016 - 1º turno                                                   | -                                                                      | cap.                                                                   |
| 21-6-2016                                                              | Marsiglia                                                              | Ucraina                                                                | 0 – 1                                                                  | Polonia                                                                | Euro 2016 - 1º turno                                                   | -                                                                      | cap.                                                                   |
| 25-6-2016                                                              | Saint-Étienne                                                          | Svizzera                                                               | 1 – 1 dts (4 – 5 dtr)                                                  | Polonia                                                                | Euro 2016 - Ottavi di finale                                           | -                                                                      | cap.                                                                   |
| 30-6-2016                                                              | Marsiglia                                                              | Polonia                                                                | 1 – 1 dts (3 – 5 dtr)                                                  | Portogallo                                                             | Euro 2016 - Quarti di finale                                           | 1                                                                      | cap.                                                                   |
| 4-9-2016                                                               | Astana                                                                 | Kazakistan                                                             | 2 – 2                                                                  | Polonia                                                                | Qual. Mondiali 2018                                                    | 1                                                                      | cap. 18’                                                               |
| 8-10-2016                                                              | Varsavia                                                               | Polonia                                                                | 3 – 2                                                                  | Danimarca                                                              | Qual. Mondiali 2018                                                    | 3                                                                      | cap.                                                                   |
| 11-10-2016                                                             | Varsavia                                                               | Polonia                                                                | 2 – 1                                                                  | Armenia                                                                | Qual. Mondiali 2018                                                    | 1                                                                      | cap.                                                                   |
| 11-11-2016                                                             | Bucarest                                                               | Romania                                                                | 0 – 3                                                                  | Polonia                                                                | Qual. Mondiali 2018                                                    | 2                                                                      | cap.                                                                   |
| 26-3-2017                                                              | Podgorica                                                              | Montenegro                                                             | 1 – 2                                                                  | Polonia                                                                | Qual. Mondiali 2018                                                    | 1                                                                      | cap.                                                                   |
| 10-6-2017                                                              | Varsavia                                                               | Polonia                                                                | 3 – 1                                                                  | Romania                                                                | Qual. Mondiali 2018                                                    | 3                                                                      | cap.                                                                   |
| 1-9-2017                                                               | Copenaghen                                                             | Danimarca                                                              | 4 – 0                                                                  | Polonia                                                                | Qual. Mondiali 2018                                                    | -                                                                      | cap.                                                                   |
| 4-9-2017                                                               | Varsavia                                                               | Polonia                                                                | 3 – 0                                                                  | Kazakistan                                                             | Qual. Mondiali 2018                                                    | 1                                                                      | cap.                                                                   |
| 5-10-2017                                                              | Erevan                                                                 | Armenia                                                                | 1 – 6                                                                  | Polonia                                                                | Qual. Mondiali 2018                                                    | 3                                                                      | cap.                                                                   |
| 8-10-2017                                                              | Varsavia                                                               | Polonia                                                                | 4 – 2                                                                  | Montenegro                                                             | Qual. Mondiali 2018                                                    | 1                                                                      | cap.                                                                   |
| 23-3-2018                                                              | Breslavia                                                              | Polonia                                                                | 0 – 1                                                                  | Nigeria                                                                | Amichevole                                                             | -                                                                      | cap. 67’                                                               |
| 27-3-2018                                                              | Varsavia                                                               | Polonia                                                                | 3 – 2                                                                  | Corea del Sud                                                          | Amichevole                                                             | 1                                                                      | cap. 46’                                                               |
| 8-6-2018                                                               | Poznań                                                                 | Polonia                                                                | 2 – 2                                                                  | Cile                                                                   | Amichevole                                                             | 1                                                                      | cap. 74’                                                               |
| 12-6-2018                                                              | Varsavia                                                               | Polonia                                                                | 4 – 0                                                                  | Lituania                                                               | Amichevole                                                             | 2                                                                      | cap. 46’                                                               |
| 19-6-2018                                                              | Mosca                                                                  | Polonia                                                                | 1 – 2                                                                  | Senegal                                                                | Mondiali 2018 - 1º turno                                               | -                                                                      | cap.                                                                   |
| 24-6-2018                                                              | Kazan'                                                                 | Polonia                                                                | 0 – 3                                                                  | Colombia                                                               | Mondiali 2018 - 1º turno                                               | -                                                                      | cap.                                                                   |
| 28-6-2018                                                              | Volgograd                                                              | Giappone                                                               | 0 – 1                                                                  | Polonia                                                                | Mondiali 2018 - 1º turno                                               | -                                                                      | cap.                                                                   |
| 7-9-2018                                                               | Bologna                                                                | Italia                                                                 | 1 – 1                                                                  | Polonia                                                                | UEFA Nations League 2018-2019 - 1º turno                               | -                                                                      | cap.                                                                   |
| 11-10-2018                                                             | Chorzów                                                                | Polonia                                                                | 2 – 3                                                                  | Portogallo                                                             | UEFA Nations League 2018-2019 - 1º turno                               | -                                                                      | cap.                                                                   |
| 14-10-2018                                                             | Chorzów                                                                | Polonia                                                                | 0 – 1                                                                  | Italia                                                                 | UEFA Nations League 2018-2019 - 1º turno                               | -                                                                      | cap.                                                                   |
| 15-11-2018                                                             | Danzica                                                                | Polonia                                                                | 0 – 1                                                                  | Rep. Ceca                                                              | Amichevole                                                             | -                                                                      | cap.                                                                   |
| 21-3-2019                                                              | Vienna                                                                 | Austria                                                                | 0 – 1                                                                  | Polonia                                                                | Qual. Euro 2020                                                        | -                                                                      | cap.                                                                   |
| 24-3-2019                                                              | Varsavia                                                               | Polonia                                                                | 2 – 0                                                                  | Lettonia                                                               | Qual. Euro 2020                                                        | 1                                                                      | cap.                                                                   |
| 7-6-2019                                                               | Skopje                                                                 | Macedonia del Nord                                                     | 0 – 1                                                                  | Polonia                                                                | Qual. Euro 2020                                                        | -                                                                      | cap.                                                                   |
| 10-6-2019                                                              | Varsavia                                                               | Polonia                                                                | 4 – 0                                                                  | Israele                                                                | Qual. Euro 2020                                                        | 1                                                                      | cap.                                                                   |
| 6-9-2019                                                               | Lubiana                                                                | Slovenia                                                               | 2 – 0                                                                  | Polonia                                                                | Qual. Euro 2020                                                        | -                                                                      | cap.                                                                   |
| 9-9-2019                                                               | Varsavia                                                               | Polonia                                                                | 0 – 0                                                                  | Austria                                                                | Qual. Euro 2020                                                        | -                                                                      | cap.                                                                   |
| 10-10-2019                                                             | Riga                                                                   | Lettonia                                                               | 0 – 3                                                                  | Polonia                                                                | Qual. Euro 2020                                                        | 3                                                                      | cap.                                                                   |
| 13-10-2019                                                             | Varsavia                                                               | Polonia                                                                | 2 – 0                                                                  | Macedonia del Nord                                                     | Qual. Euro 2020                                                        | -                                                                      | cap.                                                                   |
| 16-11-2019                                                             | Gerusalemme                                                            | Israele                                                                | 1 – 2                                                                  | Polonia                                                                | Qual. Euro 2020                                                        | -                                                                      | 63’                                                                    |
| 19-11-2019                                                             | Varsavia                                                               | Polonia                                                                | 3 – 2                                                                  | Slovenia                                                               | Qual. Euro 2020                                                        | 1                                                                      | cap.                                                                   |
| 11-10-2020                                                             | Danzica                                                                | Polonia                                                                | 0 – 0                                                                  | Italia                                                                 | UEFA Nations League 2020-2021 - 1º turno                               | -                                                                      | cap. 82’                                                               |
| 14-10-2020                                                             | Breslavia                                                              | Polonia                                                                | 3 – 0                                                                  | Bosnia ed Erzegovina                                                   | UEFA Nations League 2020-2021 - 1º turno                               | 2                                                                      | cap. 58’                                                               |
| 15-11-2020                                                             | Reggio Emilia                                                          | Italia                                                                 | 2 – 0                                                                  | Polonia                                                                | UEFA Nations League 2020-2021 - 1º turno                               | -                                                                      | cap.                                                                   |
| 18-11-2020                                                             | Chorzów                                                                | Polonia                                                                | 1 – 2                                                                  | Paesi Bassi                                                            | UEFA Nations League 2020-2021 - 1º turno                               | -                                                                      | cap. 46’                                                               |
| 25-3-2021                                                              | Budapest                                                               | Ungheria                                                               | 3 – 3                                                                  | Polonia                                                                | Qual. Mondiali 2022                                                    | 1                                                                      | cap.                                                                   |
| 28-3-2021                                                              | Varsavia                                                               | Polonia                                                                | 3 – 0                                                                  | Andorra                                                                | Qual. Mondiali 2022                                                    | 2                                                                      | cap. 63’                                                               |
| 8-6-2021                                                               | Poznań                                                                 | Polonia                                                                | 2 – 2                                                                  | Islanda                                                                | Amichevole                                                             | -                                                                      | cap. 81’                                                               |
| 14-6-2021                                                              | San Pietroburgo                                                        | Polonia                                                                | 1 – 2                                                                  | Slovacchia                                                             | Euro 2020 - 1º turno                                                   | -                                                                      | cap.                                                                   |
| 19-6-2021                                                              | Siviglia                                                               | Spagna                                                                 | 1 – 1                                                                  | Polonia                                                                | Euro 2020 - 1º turno                                                   | 1                                                                      | cap. 90+3’                                                             |
| 23-6-2021                                                              | San Pietroburgo                                                        | Svezia                                                                 | 3 – 2                                                                  | Polonia                                                                | Euro 2020 - 1º turno                                                   | 2                                                                      | cap.                                                                   |
| 2-9-2021                                                               | Varsavia                                                               | Polonia                                                                | 4 – 1                                                                  | Albania                                                                | Qual. Mondiali 2022                                                    | 1                                                                      | cap.                                                                   |
| 5-9-2021                                                               | Serravalle                                                             | San Marino                                                             | 1 – 7                                                                  | Polonia                                                                | Qual. Mondiali 2022                                                    | 2                                                                      | cap.                                                                   |
| 8-9-2021                                                               | Varsavia                                                               | Polonia                                                                | 1 – 1                                                                  | Inghilterra                                                            | Qual. Mondiali 2022                                                    | -                                                                      | cap.                                                                   |
| 9-10-2021                                                              | Varsavia                                                               | Polonia                                                                | 5 – 0                                                                  | San Marino                                                             | Qual. Mondiali 2022                                                    | -                                                                      | cap. 66’                                                               |
| 12-10-2021                                                             | Tirana                                                                 | Albania                                                                | 0 – 1                                                                  | Polonia                                                                | Qual. Mondiali 2022                                                    | -                                                                      | cap.                                                                   |
| 12-11-2021                                                             | Andorra la Vella                                                       | Andorra                                                                | 1 – 4                                                                  | Polonia                                                                | Qual. Mondiali 2022                                                    | 2                                                                      | cap.                                                                   |
| 29-3-2022                                                              | Chorzów                                                                | Polonia                                                                | 2 – 0                                                                  | Svezia                                                                 | Qual. Mondiali 2022                                                    | 1                                                                      | cap. 77’                                                               |
| 1-6-2022                                                               | Breslavia                                                              | Polonia                                                                | 2 – 1                                                                  | Galles                                                                 | UEFA Nations League 2022-2023 - 1º turno                               | -                                                                      | cap.                                                                   |
| 8-6-2022                                                               | Bruxelles                                                              | Belgio                                                                 | 6 – 1                                                                  | Polonia                                                                | UEFA Nations League 2022-2023 - 1º turno                               | 1                                                                      | cap. 70’                                                               |
| 14-6-2022                                                              | Varsavia                                                               | Polonia                                                                | 0 – 1                                                                  | Belgio                                                                 | UEFA Nations League 2022-2023 - 1º turno                               | -                                                                      | cap.                                                                   |
| 22-9-2022                                                              | Varsavia                                                               | Polonia                                                                | 0 – 2                                                                  | Paesi Bassi                                                            | UEFA Nations League 2022-2023 - 1º turno                               | -                                                                      | cap.                                                                   |
| 25-9-2022                                                              | Cardiff                                                                | Galles                                                                 | 0 – 1                                                                  | Polonia                                                                | UEFA Nations League 2022-2023 - 1º turno                               | -                                                                      | cap.                                                                   |
| 22-11-2022                                                             | Doha                                                                   | Messico                                                                | 0 – 0                                                                  | Polonia                                                                | Mondiali 2022 - 1º turno                                               | -                                                                      | cap.                                                                   |
| 26-11-2022                                                             | Al Rayyan                                                              | Polonia                                                                | 2 – 0                                                                  | Arabia Saudita                                                         | Mondiali 2022 - 1º turno                                               | 1                                                                      | cap.                                                                   |
| 30-11-2022                                                             | Doha                                                                   | Polonia                                                                | 0 – 2                                                                  | Argentina                                                              | Mondiali 2022 - 1º turno                                               | -                                                                      | cap.                                                                   |
| 4-12-2022                                                              | Doha                                                                   | Francia                                                                | 3 – 1                                                                  | Polonia                                                                | Mondiali 2022 - Ottavi di finale                                       | 1                                                                      | cap.                                                                   |
| 24-3-2023                                                              | Praga                                                                  | Rep. Ceca                                                              | 3 – 1                                                                  | Polonia                                                                | Qual. Euro 2024                                                        | -                                                                      | cap.                                                                   |
| 27-3-2023                                                              | Varsavia                                                               | Polonia                                                                | 1 – 0                                                                  | Albania                                                                | Qual. Euro 2024                                                        | -                                                                      | cap.                                                                   |
| 16-6-2023                                                              | Varsavia                                                               | Polonia                                                                | 1 – 0                                                                  | Germania                                                               | Amichevole                                                             | -                                                                      |                                                                        |
| 20-6-2023                                                              | Chișinău                                                               | Moldavia                                                               | 3 – 2                                                                  | Polonia                                                                | Qual. Euro 2024                                                        | 1                                                                      | cap.                                                                   |
| 7-9-2023                                                               | Varsavia                                                               | Polonia                                                                | 2 – 0                                                                  | Fær Øer                                                                | Qual. Euro 2024                                                        | 2                                                                      | cap.                                                                   |
| 10-9-2023                                                              | Tirana                                                                 | Albania                                                                | 2 – 0                                                                  | Polonia                                                                | Qual. Euro 2024                                                        | -                                                                      | cap.                                                                   |
| 17-11-2023                                                             | Varsavia                                                               | Polonia                                                                | 1 – 1                                                                  | Rep. Ceca                                                              | Qual. Euro 2024                                                        | -                                                                      | cap.                                                                   |
| 21-11-2023                                                             | Varsavia                                                               | Polonia                                                                | 2 – 0                                                                  | Lettonia                                                               | Amichevole                                                             | 1                                                                      | cap. 62’                                                               |
| 21-3-2024                                                              | Varsavia                                                               | Polonia                                                                | 5 – 1                                                                  | Estonia                                                                | Qual. Euro 2024                                                        | -                                                                      | cap.                                                                   |
| 26-3-2024                                                              | Cardiff                                                                | Galles                                                                 | 0 – 0 dts (4 – 5 dtr)                                                  | Polonia                                                                | Qual. Euro 2024                                                        | -                                                                      | cap.                                                                   |
| 7-6-2024                                                               | Varsavia                                                               | Polonia                                                                | 3 – 1                                                                  | Ucraina                                                                | Amichevole                                                             | -                                                                      | 61’                                                                    |
| 10-6-2024                                                              | Varsavia                                                               | Polonia                                                                | 2 – 1                                                                  | Turchia                                                                | Amichevole                                                             | -                                                                      | cap. 32’                                                               |
| 21-6-2024                                                              | Berlino                                                                | Polonia                                                                | 1 – 3                                                                  | Austria                                                                | Euro 2024 - 1º turno                                                   | -                                                                      | 60’ 64’                                                                |
| 25-6-2024                                                              | Dortmund                                                               | Francia                                                                | 1 – 1                                                                  | Polonia                                                                | Euro 2024 - 1º turno                                                   | 1                                                                      | cap.                                                                   |
| 5-9-2024                                                               | Glasgow                                                                | Scozia                                                                 | 2 – 3                                                                  | Polonia                                                                | UEFA Nations League 2024-2025 - 1º turno                               | 1                                                                      | cap. 72’                                                               |
| 8-9-2024                                                               | Osijek                                                                 | Croazia                                                                | 1 – 0                                                                  | Polonia                                                                | UEFA Nations League 2024-2025 - 1º turno                               | -                                                                      | cap.                                                                   |
| 12-10-2024                                                             | Varsavia                                                               | Polonia                                                                | 1 – 3                                                                  | Portogallo                                                             | UEFA Nations League 2024-2025 - 1º turno                               | -                                                                      | cap.                                                                   |
| 15-10-2024                                                             | Varsavia                                                               | Polonia                                                                | 3 – 3                                                                  | Croazia                                                                | UEFA Nations League 2024-2025 - 1º turno                               | -                                                                      | 62’                                                                    |
| 21-3-2025                                                              | Varsavia                                                               | Polonia                                                                | 1 – 0                                                                  | Lituania                                                               | Qual. Mondiali 2026                                                    | 1                                                                      | cap. 86’                                                               |
| 24-3-2025                                                              | Varsavia                                                               | Polonia                                                                | 2 – 0                                                                  | Malta                                                                  | Qual. Mondiali 2026                                                    | -                                                                      | 66’                                                                    |
| Totale                                                                 |                                                                        | Presenze (1º posto)                                                    | 158                                                                    |                                                                        | Reti (1º posto)                                                        | 85                                                                     |                                                                        |

| Cronologia completa delle presenze e delle reti in nazionale ― Polonia under 21 | Cronologia completa delle presenze e delle reti in nazionale ― Polonia under 21 | Cronologia completa delle presenze e delle reti in nazionale ― Polonia under 21 | Cronologia completa delle presenze e delle reti in nazionale ― Polonia under 21 | Cronologia completa delle presenze e delle reti in nazionale ― Polonia under 21 | Cronologia completa delle presenze e delle reti in nazionale ― Polonia under 21 | Cronologia completa delle presenze e delle reti in nazionale ― Polonia under 21 | Cronologia completa delle presenze e delle reti in nazionale ― Polonia under 21 |
| Data                                                                            | Città                                                                           | In casa                                                                         | Risultato                                                                       | Ospiti                                                                          | Competizione                                                                    | Reti                                                                            | Note                                                                            |
| ------------------------------------------------------------------------------- | ------------------------------------------------------------------------------- | ------------------------------------------------------------------------------- | ------------------------------------------------------------------------------- | ------------------------------------------------------------------------------- | ------------------------------------------------------------------------------- | ------------------------------------------------------------------------------- | ------------------------------------------------------------------------------- |
| 25-3-2008                                                                       | Wolverhampton                                                                   | Inghilterra under 21                                                            | 0 – 0                                                                           | Polonia under 21                                                                | Amichevole                                                                      | -                                                                               | 76’                                                                             |
| 1-6-2008                                                                        | -                                                                               | Polonia under 21                                                                | 2 – 2                                                                           | Bielorussia under 21                                                            | Amichevole                                                                      | -                                                                               | 66’                                                                             |
| Totale                                                                          |                                                                                 | Presenze                                                                        | 2                                                                               |                                                                                 | Reti                                                                            | 0                                                                               |                                                                                 |

### Record

#### Con squadre di club
- Calciatore che ha realizzato la tripletta più veloce in Bundesliga, segnando tre gol in quattro minuti tra il 51' e il 55'.[58]
- Calciatore che ha realizzato la quaterna più veloce in Bundesliga, segnando quattro gol in sei minuti tra il 51' e il 57'.[58]
- Calciatore che ha realizzato la cinquina più veloce in Bundesliga, segnando cinque gol in nove minuti tra il 51' e il 60'.[58][148]
- Calciatore straniero che ha realizzato più gol nella storia della Bundesliga.[149]
- Primo e unico giocatore nella storia della Bundesliga ad avere realizzato 5 gol in una partita entrando dalla panchina.[150]
- Primo e unico calciatore nella storia della Bundesliga ad essere andato in rete nella prima gara di campionato per sette stagioni consecutive: serie inaugurata nel 2015 contro l'Amburgo, proseguita nel 2016 contro il Werder Brema, nel 2017 contro il Bayer Leverkusen, nel 2018 contro l'Hoffenheim, nel 2019 contro l'Hertha Berlino, nel 2020 contro lo Schalke 04 e nel 2021 contro il Borussia M'gladbach.[151]
- Primo giocatore nella storia della Bundesliga ad avere siglato 10 gol dopo appena 5 giornate di campionato.[152]
- Primo e unico giocatore nella storia della Bundesliga ad avere segnato in tutte le prime 11 giornate di campionato.[153]
- Calciatore che ha realizzato la quaterna più veloce in UEFA Champions League, segnando quattro gol in quattordici minuti, tra il 53' e il 67'.[154]
- Miglior marcatore in UEFA Champions League del Bayern Monaco.
- Miglior marcatore del girone di andata della Bundesliga (23).
- Miglior marcatore in una singola stagione della Bundesliga (41)[77].
- Miglior marcatore in un singolo anno solare (2021) della Bundesliga (43).[90]

#### In nazionale
- Calciatore che ha realizzato il maggior numero di reti (85).
- Calciatore con il maggior numero di presenze (158).
- Calciatore che ha realizzato più gol (22) nelle qualificazioni al campionato europeo.
- Calciatore che ha realizzato più gol (31) nelle qualificazioni al campionato mondiale.

## Palmarès

### Club

#### Competizioni nazionali
- Coppa di Polonia: 1

Lech Poznań: 2008-2009
- Supercoppa di Polonia: 1

Lech Poznań: 2009
- Campionato polacco: 1

Lech Poznań: 2009-2010
- Campionato tedesco: 10

Borussia Dortmund: 2010-2011, 2011-2012
Bayern Monaco: 2014-2015, 2015-2016, 2016-2017, 2017-2018, 2018-2019, 2019-2020, 2020-2021, 2021-2022
- Coppa di Germania: 4

Borussia Dortmund: 2011-2012
Bayern Monaco: 2015-2016, 2018-2019, 2019-2020
- Supercoppa di Germania: 6

Borussia Dortmund: 2013
Bayern Monaco: 2016, 2017, 2018, 2020, 2021
- Supercoppa di Spagna: 2

Barcellona: 2023, 2025
- Campionato spagnolo: 2

Barcellona: 2022-2023, 2024-2025
- Coppa di Spagna: 1

Barcellona: 2024-2025

#### Competizioni internazionali
- UEFA Champions League: 1

Bayern Monaco: 2019-2020
- Supercoppa UEFA: 1

Bayern Monaco: 2020
- Coppa del mondo per club: 1

Bayern Monaco: 2020

### Individuale
- Capocannoniere della III liga: 1

2006-2007 (15 gol)
- Capocannoniere della II liga: 1

2007-2008 (21 gol)
- Capocannoniere dell'Ekstraklasa: 1

2009-2010 (18 gol)
- Calciatore dell'anno dell'Ekstraklasa: 1

2009
- Calciatore polacco dell'anno: 11

2011, 2012, 2013, 2014, 2015, 2016, 2017, 2019, 2020, 2021, 2022
- Capocannoniere della Coppa di Germania: 5

2011-2012 (7 gol), 2016-2017 (5 gol), 2017-2018 (6 gol), 2018-2019 (7 gol), 2019-2020 (6 gol)
- Calciatore dell'anno della Bundesliga (VDV): 5

2012-2013, 2016-2017, 2017-2018, 2019-2020, 2020-2021
- Squadra dell'anno della Bundesliga (VDV): 9

2012-2013, 2013-2014, 2014-2015, 2015-2016, 2016-2017, 2017-2018, 2018-2019, 2019-2020, 2020-2021
- Squadra dell'anno della Bundesliga: 8

2012-2013, 2013-2014, 2014-2015, 2015-2016, 2016-2017, 2017-2018, 2018-2019, 2020-2021
- Capocannoniere della Bundesliga: 7 (record condiviso con Gerd Muller)

2013-2014 (20 gol), 2015-2016 (30 gol), 2017-2018 (29 gol), 2018-2019 (22 gol), 2019-2020 (34 gol), 2020-2021 (41 gol), 2021-2022 (35 gol)
- Squadra della stagione della UEFA Champions League: 4

2015-2016, 2016-2017, 2019-2020, 2020-2021
- Capocannoniere della UEFA Champions League: 1

2019-2020 (15 gol)
- Capocannoniere della Liga: 1

2022-2023 (23 gol)
- Miglior marcatore internazionale dell'anno IFFHS: 2

2015, 2021
- Sportivo polacco dell'anno: 2

2015, 2020
- Squadra dell'anno UEFA: 2

2019, 2020
- Squadra dell'anno ESM: 2

2019-2020, 2020-2021
- UEFA Club Football Awards: 1

Miglior attaccante: 2019-2020
- UEFA Men's Player of the Year: 1

2019-2020
- The Best FIFA Men's Player: 2

2020, 2021
- FIFA FIFPro World XI: 2

2020, 2021
- Globe Soccer Awards: 2

Miglior calciatore dell'anno: 2020
Miglior cannoniere dell'anno: 2021
- Calciatore dell'anno in Germania: 2

2020, 2021
- Golden Player: 2

2020, 2021
- Miglior calciatore dell'anno IFFHS: 2

2020, 2021
- Miglior marcatore dell'anno IFFHS: 2

2020, 2021
- Miglior marcatore di massima divisione dell'anno IFFHS: 1

2021
- Squadra maschile dell'anno IFFHS: 2

2020, 2021
- Squadra maschile del decennio 2011-2020 IFFHS: 1

2020
- Miglior giocatore della Coppa del mondo per club FIFA: 1

2020
- Calciatore dell'anno World Soccer: 2

2020, 2021
- Scarpa d'oro: 2

2020-2021, 2021-2022
- Trofeo Gerd Müller: 2

2021, 2022
- Golden Foot: 1

2022